# Пионерный (микрорайон)
Пионе́рный — жилой район в городе Ярцево Смоленской области в России.
Население — около 22 тыс. чел.
Состоит из 13-го и 15-го микрорайонов, которые разделяет двумя дорогами проспект Металлургов.

## Рождение и строительство микрорайона
В 1973 году Ярцево было объявлено Всесоюзной ударной комсомольской стройкой. Начался монтаж крупнейшего завода по выпуску дизельных двигателей. Вырос многоэтажный жилой микрорайон Пионерный на 30 тысяч населения.
В микрорайоне располагаются проспект Металлургов; улицы Энтузиастов, Автозаводская, Строителей, Старозавопье, 30 лет Победы, Ольховская, Студенческая.

## В наши дни

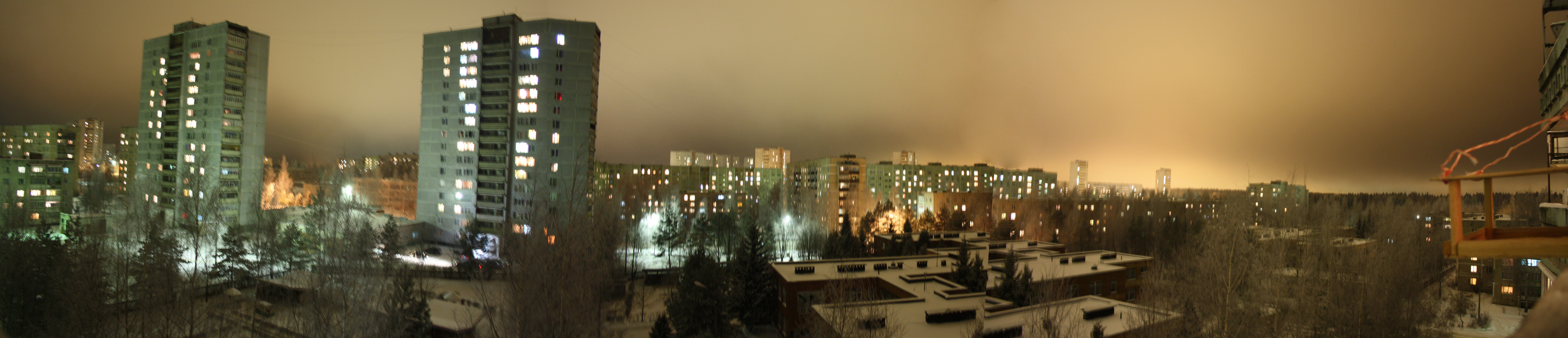
Общий вид на микрорайон

В наше время микрорайон является современной частью города Ярцево. Там находятся развлекательные центры, а также множество магазинов.
В микрорайоне находятся четыре школы, а также пять детских садиков. Также там располагается бассейн «Бригантина», построенный в 1991 году, и подростковый клуб «Ровесник». Кинотеатра на Пионерном нет, однако есть центр досуга «Современник», который изначально должен был быть кинотеатром.